# Casa de Asigurări de Sănătate a Municipiului București
Casa de Asigurări de Sănătate a Municipiului București (CASMB) este o instituție publică, cu personalitate juridică, cu buget propriu, în subordinea Casei Naționale de Asigurări de Sănătate. CASMB a luat ființă la 1 ianuarie 1999, scopul său fiind asigurarea accesului la serviciile medicale prevăzute de lege pentru asigurații din București. 

## Atribuții CASMB
CASMB funcționează pe baza Statutului propriu și are următoarele obligații:
- colectează contribuțiile persoanelor fizice la Fondul Național Unic de Asigurări Sociale de Sănătate (FNUASS), altele decât cele pentru care colectarea veniturilor se face de către ANAF;
- administrează bugetele proprii;
- înregistrează, actualizează datele referitoare la asigurați  și le comunica către CNAS;
- elaborează și publică raportul anual și planul de activitate pentru anul următor;
- utilizează toate demersurile legale pentru a optimiza colectarea contribuțiilor și recuperarea creanțelor restante la contribuții pentru fond;
- furnizează gratuit informații, consultanță, asistență în problemele asigurărilor sociale de sănătate și ale serviciilor medicale persoanelor asigurate, angajatorilor și furnizorilor de servicii medicale;
- administrează si întreține bunurile imobile  și baza materială din patrimoniul CASMB, în condițiile legii;
- informează furnizorii de servicii medicale asupra condițiilor de contractare și a negocierii clauzelor contractuale;
- participă la evaluarea furnizorilor de servicii medicale,  și de medicamente care pot intra în relații contractuale cu casele de asigurări;
- negociază și contractează serviciile medicale cu furnizorii în condițiile contractului-cadru;
- verifică acordarea serviciilor medicale, conform contractelor încheiate cu furnizorii de servicii medicale;
- verifică prescrierea și eliberarea medicamentelor cu și fără contribuție personalăîn conformitate cu reglementările în vigoare;
- monitorizează numărul de serviciilor medicale furnizate și nivelul tarifelor;
- monitorizează derularea contractelor încheiate cu furnizorii conform clauzelor contractuale;
- raportează Casei Naționale de Asigurări de Sănătate la termenele stabilite, datele solicitate privind serviciile medicale furnizate, precum și evidența asiguraților și a documentelor justificative utilizate;
- controlează respectarea dreptului asiguraților la servicii medicale, medicamente și materiale sanitare în mod nediscriminatoriu, în condițiile legii;
- poate să organizeze licitații în vederea contractării unor servicii din pachetul de servicii, pe baza prevederilor contractului-cadru;
- asigură, în calitate de instituție competentă, activitățile de aplicare a documentelor internaționale cu prevederi în domeniul sănătății încheiate de România cu alte state, inclusiv cele privind rambursarea cheltuielilor ocazionate de acordarea serviciilor medicale și a altor prestații, în condițiile respectivelor documente internaționale;
- întocmește proiectele de bugete de venituri  și cheltuieli  și le transmite spre analiză și aprobare Casei Naționale de Asigurări de Sănătate; Statut CASMB 2008 3
- transmite anual spre aprobare Casei Naționale de Asigurări de Sănătate, listele de investiții;
- efectuează sondaje în vederea evaluării gradului de satisfacere a asiguraților și a interesului manifestat de către aceștia față de calitatea serviciilor medicale;
- asigură un sistem permanent de informare a asiguraților asupra mijloacelor de păstrare a sănătății, în vederea reducerii și evitării cauzelor de îmbolnăvire;
- aplică un sistem informațional unitar  și confidențial corespunzător asigurării cel puțin a unei evidențe primare privind diagnosticul și terapia aplicată;
- decontează furnizorilor contravaloarea serviciilor medicale contractate  și prestate asiguraților în termen, în caz contrar urmând a suporta penalitățile prevăzute în contract;
- asigură utilizarea aplicației pentru gestionarea activității comisiilor de la nivelul CASMB pentru monitorizarea  și aprobarea medicamentelor specifice în tratamentul unor boli cronice;
- furnizează datele de identificare a persoanelor asigurate numai pentru bolile cu declarare nominală obligatorie conform legislației în vigoare;
- urmărește, alături de celelalte structuri din sistem implicate, implementarea  și efectele strategiilor aplicate și pe baza acestora elaborează rapoartele de informare cu propunerile de corecție;
- asigură logistica  și baza materială necesare activității de pregătire  și formare profesională a personalului, din cheltuielile de administrare a fondului și/sau din alte surse, conform legislației în vigoare;
- alte atribuții prevăzute de acte normative în vigoare.

## Beneficiari ai serviciilor CASMB
CASMB se adresează următoarelor categorii de beneficiari:
Asigurați, pentru asigurarea drepturilor și libertăților lor la servicii de îngrijiri de sănătate;
- cetățenii români cu domiciliul în țară;
- cetățenii străini și apatrizii care au resedința în România;
- membrii misiunilor diplomatice acreditate în România;
- cetățenii străini și apatrizii aflați temporar în țară;
- cetățenii români cu domiciliul în străinătate;

Furnizori de servicii de îngrijiri de sănătate, aflați în relație contractuală cu CASMB
- medici de familie;
- specialiști în ambulatorii de specialitate;
- cabinete de medicină dentară;
- farmacii;
- spitale;
- furnizori de dispozitive medicale;
- laboratoare pentru investigații paraclinice;
- unități de recuperare medicală;
- îngrijiri la domiciliu;
- asistență de urgență și transport sanitar;
- centre medico-sociale;

Începând cu luna decembrie 2009, economistul Bogdan Ștefan este numit Director General al Casei de Asigurări de Sănătate a Municipiului București (CASMB). 